# Ochthebius minervius
Ochthebius minervius är en skalbaggsart som beskrevs av Armand D'Orchymont 1940. Ochthebius minervius ingår i släktet Ochthebius och familjen vattenbrynsbaggar.

## Underarter
Arten delas in i följande underarter:
- O. m. semechonitis
- O. m. minervius